# Pseudokuzicus pieli
Pseudokuzicus pieli är en insektsart som först beskrevs av Tinkham 1943.  Pseudokuzicus pieli ingår i släktet Pseudokuzicus och familjen vårtbitare. Inga underarter finns listade i Catalogue of Life.